# Jack Alderson
Jack Alderson   (Crook, 28 de novembre de 1891 - Sunderland, 17 de febrer de 1972) va ser un futbolista professional anglès que va jugar com a porter, arribant a jugar per a la selecció d'Anglaterra en una ocasió.
Alderson va jugar per a diversos equips no professionals abans d'incorporar-se a les files del Newcastle, on va veure interrompuda la seva carrera per l'inici de la Primera Guerra Mundial. Després de la guerra, va jugar en el Crystal Palace i en el Sheffield United, clubs en els quals va arribar a disputar més de 100 partits.
Així mateix, va ser un dels primers entrenadors de la història del FC Barcelona, on va estar durant un breu període entre desembre de 1912 i gener de 1913.

## Trajectòria

### Primers anys
Jack Alderson va iniciar la seva carrera en l'equip local dels Crook Juniors, arribant a debutar posteriorment en el primer equip del Crook Town. Posteriorment va jugar pel Shildon Athletic abans de fitxar per les files del Middlesbrough.
Va ser jugador-entrenador del FC Barcelona per un breu període, no arribant a debutar com a jugador.
Va ser transferit al Newcastle el 1912 per 30 lliures, on va jugar un únic partit en el qual van guanyar a l'Arsenal per 3 a 1 el 25 de gener de 1913.
Amb l'aturada causada per la Primera Guerra Mundial, Alderson va ser allistat en l'exèrcit britànic mentre romania en les files del Newcastle, encara que va jugar diversos partits durant la guerra amb el Crystal Palace com convidat. En finalitzar el conflicte, va fitxar pel Newcastle per 50£. Va ser titular habitual en l'equip durant la temporada 1919-20 en la qual el Palace va finalitzar tercer en la Southern Football League. Al final de la temporada, diversos equips de la Southern League van fundar la Football League Third Division, suposant el debut d'Alderson en la Football League. Va ser titular habitual en la temporada de debut del Palace en la qual van aconseguir l'ascens, finalitzant com a campions de la divisió.
La temporada següent en la Division Two, Alderson va aconseguir un gran èxit i va debutar amb la selecció anglesa el 10 de maig de 1923, jugant contra França a París, partit que finalitzaria 4 a 1. El 2005, l'any del centenari del Palace, Alderson va ser votat el tercer millor porter de tots els temps, sent batut només pels jugadors més recents Nigel Martyn (guanyador) i John Jackson (segon). Alderson va ser traspassat al Pontypridd el 1924, havent jugat 205 partits pel Crystal Palace.

### Sheffield United
El Sheffield United, recent guanyador de la FA Cup, buscava un porter substitut i van fixar a Alderson, qui tenia una gran reputació com parador de penals. El comitè de futbol (que dirigia el club en aquella època) no estava completament convençut i va decidir fitxar al jugador únicament si tenia menys de 30 anys. El secretari del club John Nicholson va ser l'encarregat de verificar la seva edat i el cost del traspàs va ser pagat al Crystal Palace. Alderson va arribar a Bramall Lane amb la premsa local citant-ho com un jugador de 29 anys, quan realment tenia 34.
Malgrat el seu rocambolesc traspàs, Alderson va triomfar en el Sheffield United, jugant 137 partits en quatre anys, tot hi ser considerat com a excèntric i "faltón" pels seus companys, particularment el seu gust per entretenir als assistents a un partit tocant la terra sense doblegar els genolls.
Alderson va fitxar pel Exeter City el 1929 abans d'unir-se als seus rivals, el Torquay United. Amb Joe Wright com a porter titular i Laurie Millsom com a substitut, Alderson no va arribar a debutar en l'equip.
Posteriorment va jugar en el Worcester City abans de tornar al club dels seus inicis, el Crook Town, on va finalitzar la seva carrera.